# Medaile 30. výročí Ministerstva vnitra
Medaile 30. výročí Ministerstva vnitra (bulharsky: Медал «30 години МВР») bylo vyznamenání Bulharské lidové republiky založené roku 1974. Udílena byla za podporu Ministerstva vnitra Bulharské lidové republiky občanům Bulharska i cizím státním příslušníkům.

## Historie a pravidla udílení
Medaile byla založena výnosem Národního shromáždění č. 1052 ze dne 22. května 1974 na památku 30. výročí Ministerstva vnitra Bulharské lidové republiky. Udílena byla občanům Bulharska i cizím státním příslušníkům za podporu práce ministerstva vnitra a jeho úředníků.

## Insignie
Medaile byla vyrobena ze světle žlutého kovu a měla tvar pravidelného kruhu o průměru 34 mm. Na přední straně byly dvě vlajky. První vlajka ležící v pozadí byla vlajka Bulharské lidové republiky. Druhá vlajka měla podobu rudého praporu se znakem ministerstva vnitra. Pod vlajkami byl nápis 30 години МВР (30 let ministerstva). Na levém okraji byl věnec z žitných klasů. Na zadní straně byla pěticípá hvězda a dva letopočty 1944 – 1974. V horní části medaile bylo jednoduché očko, kterým byla medaile připojena ke kovové destičce ve tvaru pětiúhelníku. Destička byla potažena stuhou. Stuhu tvořily tři stejně široké pruhy v barvách bulharské vlajky, tedy pruh bílé, zelené a červené barvy.